# Cornelius Sim
 (octobre 2020).
Pour les articles homonymes, voir SIM.
Cornelius Sim, né le 16 septembre 1951 à Seria au Brunei, mort le 29 mai 2021, est vicaire apostolique de Brunei de 2004 à sa mort.

## Biographie
Cornelius Sim obtient un diplôme d'ingénieur de l'université de Dundee, en Écosse. Il travaille pour la Shell Oil Company. En 1988, il obtient une maîtrise en théologie à l'université franciscaine de Steubenville, dans l'Ohio. Il retourne au Brunei en 1988 et est envoyé en mission dans l'église St John à Kuala Belait jusqu'à son ordination comme diacre le 28 mai 1989. 
Ordonné le 26 novembre 1989, Sim est le deuxième prêtre local[Quoi ?] après le Père Fang.
Il a été nommé vicaire général de Brunei en 1995.
Le 21 novembre 1997, Jean-Paul II l’élève au rang de préfet de la préfecture apostolique de Brunei. Il s'y installe le 22 février 1998[réf. nécessaire].
Le 20 octobre 2004, Jean-Paul II le nomme vicaire apostolique de Brunei avec le titre d'évêque titulaire de Putia-en-Numidie (de). Sa consécration épiscopale a lieu le 21 janvier 2005 dans l'église Notre-Dame de l'Assomption à Bandar Seri Begawan[réf. nécessaire].
Le 25 octobre 2020, le pape François annonce qu'il sera élevé au cardinalat lors d'un consistoire convoqué pour le 28 novembre 2020,.
Le cardinal Cornelius Sim meurt six mois plus tard, le 29 mai 2021, à Taipei (Taiwan), à l'âge de 69 ans, alors qu'il s'y trouvait pour traitement médical contre le cancer.

## Voir également